# 孟繁华 (1951年)
孟繁华（1951年8月—），男，山东邹县人，中国作家、文学评论家。

## 生平
1951年（一说1952年）生于吉林省敦化县黄泥河镇，祖籍山东邹县。父亲是林业工人。1965年入读初中，后因文化大革命于1968年下乡插队。1974年开始发表诗歌。1978年考入东北师范大学历史系，师从林志纯，同年转入中文系。1982年分配至北京中央广播电视大学中文系任教。1989年至1991在，在北京大学担任访问学者。1992年考取北京大学中文系中国现当代文学博士研究生，师从谢冕，1995年获文学博士学位，同年分配至中国社会科学院文学研究所文艺理论研究室工作，历任助理研究员、副研究员、研究员、博士生导师，文艺理论研究室副主任，2002年任当代文学研究室主任。2004年离开中国社会科学院文学研究所，受聘至沈阳师范大学，筹建中国文化与文学研究所，担任所长。兼任中国当代文学研究会副会长，辽宁省作家协会副主席。2007年加入中国作家协会。
2012年11月，受聘为中国人民大学兼职教授、文学院文艺思潮研究所研究员。2018年6月至2021年1月，担任社团北京文艺评论家协会第二届主席。
2012年获华语文学传媒大奖年度批评家奖。2014年，《文学革命终结之后——新世纪文学论稿》获第六届鲁迅文学奖文学理论评论奖。

## 作品
- 《众神狂欢》
- 《中国20世纪文艺学学术史》
- 《1978: 激情岁月》